# Stanisław Miączyński
Stanisław Miączyński herbu Suchekomnaty (zm. w 1715 roku) – cześnik mielnicki w latach 1683-1715.
Był elektorem Augusta II Mocnego z województwa lubelskiego w 1697 roku.